# یک مرخصی به قلبت می‌دهم
«یک مرخصی به قلبت می‌دهم» (به انگلیسی: Give Your Heart a Break) یک تک‌آهنگ از هنرمند اهل ایالات متحده آمریکا دمی لواتو است که در سال ۲۰۱۲ میلادی منتشر شد.
این تک‌آهنگ در چارت‌های در رتبه اول و در چارت‌های ، نیوزلند جزو ده ترانه اول قرار گرفت.

## جوایز و نامزدی‌ها
| سال  | جایزه                  | رده                    | نتیجه    |
| ---- | ---------------------- | ---------------------- | -------- |
| ۲۰۱۲ | جوایز برگزیده نوجوانان | «ترانه تابستانی منتخب» | نامزدشده |
| ۲۰۱۲ | جوایز برگزیده نوجوانان | «ترانه عاشقانه منتخب»  | نامزدشده |

## جدول‌های موسیقی
| جدول (۲۰۱۲–۲۰۱۳)                                | بهترین جایگاه |
| ----------------------------------------------- | ------------- |
| بلژیک (اولتراتاپ ۵۰ فلاندرز)                    | ۳۲            |
| برزیل (۱۰۰ ایرپلی داغ)                          | ۳۹            |
| کانادا (۱۰۰ تک‌آهنگ داغ کانادا)                  | ۱۹            |
| فرانسه (اس‌ان‌ئی‌پی)                               | ۱۶۲           |
| هندوراس (۵۰ آهنگ برتر هندوراس)                  | ۲۱            |
| ژاپن (۱۰۰ آهنگ داغ ژاپن)                        | ۹۱            |
| لبنان (۲۰ آهنگ برتر لبنان)                      | ۱۱            |
| نیوزیلند (ریکوردد میوزیک ان‌زد)                  | ۹             |
| اسلواکی (رادیو – ۱۰۰ آهنگ برتر)                 | ۹۵            |
| ترکیه (جدول تک‌آهنگ‌های ترکیه)                    | ۱۹            |
| تک‌آهنگ‌های بریتانیا (شرکت جدول‌های رسمی)          | ۱۹۴           |
| بیلبورد هات ۱۰۰ ایالات متحده                    | ۱۶            |
| بزرگسالان معاصر ایالات متحده (بیلبورد)          | ۱۶            |
| ۴۰ تک‌آهنگ برتر بزرگسالان ایالات متحده (بیلبورد) | ۱۲            |
| ایرپلی رقص/میکس شو ایالات متحده (بیلبورد)       | ۱۶            |
| ایرپلی پاپ لاتین ایالات متحده (بیلبورد)         | ۳۸            |
| ۴۰ آهنگ برتر جریان اصلی ایالات متحده (بیلبورد)  | ۱             |

| جدول (۲۰۱۲)                                   | جایگاه |
| --------------------------------------------- | ------ |
| برزیل (ترانه‌های پاپ داغ بیلبورد)              | ۲۱     |
| کانادا (۱۰۰ تک‌آهنگ داغ کانادا)                | ۶۷     |
| بیلبورد هات ۱۰۰ ایالات متحده                  | ۳۹     |
| بزرگسالان معاصر ایالات متحده (بیلبورد)        | ۴۲     |
| ترانه‌های پاپ بزرگسالان ایالات متحده (بیلبورد) | ۴۲     |
| ترانه‌های پاپ ایالات متحده (بیلبورد)           | ۱۸     |

## گواهینامه‌ها
| منطقه                                                                      | گواهی     | واحد گواهی‌شده/فروش |
| -------------------------------------------------------------------------- | --------- | ------------------ |
| نیوزیلند (آرآی‌ای‌ان‌زد)                                                      | طلا       | ۷٬۵۰۰*             |
| بریتانیا (بی‌پی‌آی)                                                          | نقره      | ۲۰۰٬۰۰۰            |
| ایالات متحده (آرآی‌ای‌ای)                                                    | ۳× پلاتین | ۲٬۲۰۰٬۰۰۰          |
| * رقم فروش تنها بر پایهٔ گواهی‌ها. · رقم فروش+پخش جاری تنها بر پایهٔ گواهی‌ها. |           |                    |

## تاریخچه انتشار
| کشور         | تاریخ          | فرمت                          |
| ------------ | -------------- | ----------------------------- |
| ایالات متحده | ۲۳ ژانویهٔ ۲۰۱۲ | رادیو هات/مدرن/ای‌سی           |
| ایالات متحده | ۲۴ ژانویهٔ ۲۰۱۲ | رادیو ۴۰ آهنگ برتر/جریان اصلی |
| اروپا        | ۴ آوریل ۲۰۱۲   | آلبوم چند‌اهنگه دیجیتال        |
| بریتانیا     | ۱۴ مهٔ ۲۰۱۲     | دانلود دیجیتال                |
| ایالات متحده | ۱۱ دسامبر ۲۰۱۲ | ریمیکس دیجیتال دی‌جی مایک دی   |